# 카라코쉬 보호위원회
카라코쉬 보호위원회(Qaraqosh Protection Committee ) 또는 바크흐디다 보호위원회(Bakhdida Protection Committee)는 아시리아인들이 이라크 니나와주에서 창설한 무장단체이다. 2008년 지역 교회를 통해 창설된 위원회는 주요 검문소를 담당하며 이라크 경찰과 협력하기 시작했다. 2014년부터는 ISIL에 맞서 여러 민족과 힘을 합치고 있다.

## 이라크 전쟁
사담 후세인 이후 이라크에서 아시리아인들은 이라크 전쟁 직후 높은 처형률에 직면했다. 2004년 8월 초 교회 폭발을 비롯한 처형과 술 금지 및 여성의 히잡 착용 강요 등 크리스트 교의 무슬림 양식 강요 등이 대표적인 예였다. 아시리아 공동체에 맞선 폭력은 공동체 절반 정도의 이주라는 결과를 낳았다. 국제 연합에 따르면 전체 이라크 인구 중 5%만이 아시리아인인데, 이중 40% 이상이 시리아, 요르단, 레바논, 터키로 이주했다. 카라코쉬 수호위원회의 공동위원장 사바 베넴은 알카에다의 수니파부터 이란에 있는 시아파까지 이라크 크리스트교인들게게 우리는 노력할 것이다라고 말했다." 2010년 10월 12일 화요일 카로코쉬 수호위원회는 아사이시와 연합하여 알카에다 지도자인 알리 무하마드 이드리스 사데크를 카라코쉬에 포로로 잡았다.

## IS와의 전쟁
2014년 6월과 8월, 이라크에서의 북부 공세 이후 IS는 야지디인 학살에 나섰으며, 이에 맞서 카라코쉬 수호위원회는 신자르 동맹이나 쿠르드 자치구, 이라크와 연합하여 IS에 맞서 싸우고 있다.

## 같이 보기
- 수토로
- 아시리아 군사평의회